# Etiquetado territorial
El etiquetado territorial es un concepto contemplado dentro del llamado ordenamiento territorial o planificación territorial; debido a esto, primero se define esto.
El ordenamiento territorial es una ciencia interdisciplinaria; considerada como una ciencia aplicada, un proceso político y una técnica administrativa.
- Es un proceso político debido a que requiere una toma de decisiones estipuladas para factores políticos, sociales, económicos y técnicos; en pro de una ocupación ordenada y un uso sostenible del territorio.
- Es una técnica administrativa, que comprende un enfoque interdisciplinario y global, el cual estudia, regula y gestiona los procesos de planificación y desarrollo del territorio y los espacios geográficos (urbanos y rurales). Evalúa las posibilidades ambientales, económicas y sociales del territorio, ya sea a escala local, regional o nacional, para de esta manera favorecer su desarrollo sostenible, mediante un desarrollo físico espacial. También ayuda a la localización y desarrollo de los asentamientos humanos.[1][2][3]

## Objetivo
El ordenamiento territorial se encarga de planear los usos adecuados para un determinado espacio, generalmente se define a nivel de ciudades, departamentos y municipios. Para ello se realizan estudios sobre los recursos naturales y las actividades económicas del territorio respectivo; para así recomendar los usos más adecuados para aprovechar el espacio de tal manera que no se deterioren los recursos naturales, las áreas en las que se puede urbanizar, los servicios públicos que necesitan una intervención para su mejoramiento, las áreas que se deben proteger y los recursos que se deben invertir. Debe realizarse por un grupo interdisciplinario que tenga en cuenta las diferentes variables que determinan el uso del espacio. Dichas variables son las llamadas etiquetas territoriales; estas no están establecidas de una manera concreta para los planes de ordenamiento en general, sino que, a partir de los estudios realizados en la región, se determinan para un Plan de Ordenamiento en específico.

## Criterios
En el ámbito conceptual, se distinguen dos criterios:
- El concepto estricto de ordenación del territorio o alemán, el cual se enfoca justamente en la planificación física del territorio, independientemente de otras consideraciones, por ejemplo, la política de intervención económica.
- El concepto amplio de ordenación del territorio o francés, el cual es una visión amplia y global de base economicista de la ordenación del territorio, el "aménagenent du territoire", desvinculado del urbanismo clásico, que se encuentra más cercano a la utilización del territorio, de sus recursos naturales, de la planificación económica.[5]

## Etiquetas Territoriales

### Ordenar el Territorio: La experiencia de Barcelona y Cataluña
Es un volumen publicado en 2012 por el geógrafo catalán especializado en estudios urbanos y planeamiento, Oriol Nel·lo, el cual durante los años 2003 y 2010 ejerció de Secretario para la Planificación Territorial en el Gobierno de la Generalidad de Cataluña y en consecuencia fue uno de los principales responsables políticos y técnicos. El libro tiene como objetivo reflexionar sobre los retos y las perspectivas del ordenamiento territorial a partir de una experiencia en específico: la de Cataluña en la última década.
Se toman 9 etiquetas territoriales, descritas en 9 capítulos, para cada una de ellas se reflexiona sobre la problemática planteada y la respuesta que ésta ha encontrado, en las políticas de la administración pública aplicadas en el conjunto del territorio catalán y, especialmente, en el ámbito metropolitano barcelonés.

#### 1.El puntode partida: los retos territoriales y las bases de las políticas públicas.
Aporta una visión crítica y constructiva al mismo tiempo, se nombran las principales potencialidades; de localización, de la estructura urbana, de la integración territorial, de la estructura económica y de las posibilidades de actuación de las administraciones públicas; para de esta manera, advertir los problemas y retos que se plantean, como la dispersión de la urbanización, especialización funcional del territorio y segregación de los grupos sociales sobre el mismo.

#### 2.Una visión colectiva para la ordenación del espacio: el planeamiento territorial.
Se presentan varios desafíos metodológicos, la elaboración de los planes se suelen hacer con una estructura en cascada clásica, lo que genera una dilatación del proceso; pero allí se optó por avanzar en paralelo y de manera concurrente con planes de diferente naturaleza y nivel de concreción (planes territoriales parciales, planes directores territoriales, planes directores urbanísticos).
Los planes territoriales se han centrado estrictamente en la planificación física del territorio (contemplando las dinámicas de transformación económica y demográfica) sobre tres aspectos básicos: el sistema de espacios abiertos, el sistema de asentamientos y el sistema de infraestructuras. Se conciben como referentes para estos procesos mediante un modelo territorial ambientalmente sostenible, funcionalmente eficiente y socialmente justo.

#### 3.La ordenación de las dinámicas metropolitanas: el Plan Territorial Metropolitano de Barcelona.
Este es uno de los siete Planes Territoriales Parciales que cubren todo el territorio de Cataluña. En el PTMB, para cada uno de los tres aspectos básicos de la ordenación física del territorio se especifica el nivel de vinculación de los preceptos que van, desde el más normativo del sistema de espacios abiertos hasta el más orientativo del sistema de infraestructuras. Estos requieren de voluntad política y de la aceptación social de las propuestas.

#### 4.Los planes directores urbanísticos: una nueva generación de planes.
Presenta las disposiciones urbanísticas del planeamiento general (clasificación y calificación del suelo), y también la fijación de plazos de adaptación de este último. Se presentan de manera sistematizada los 39 planes directores urbanísticos impulsados agrupándolos por áreas temáticas (Litoral, montaña, patrimonio/paisaje, áreas urbanas, infraestructuras, Áreas Residenciales Estratégicas), lo cual permite realizar un ejercicio comparativo destacando los elementos que los caracterizan.

#### 5.Repensar la urbanización del litoral: el Plan Director Urbanístico del Sistema Costero (La protección del litoral).
Es un plan restrictivo del proceso de urbanización, con buena acogida entre los agentes económicos y sociales en general. Los instrumentos de gestión cobran una gran importancia, el Fondo para la Gestión del Suelo No Urbanizable del Sistema Costero, de este resulta especialmente orientador conocer las tipologías de proyectos, y la corresponsabilidad en su financiación entre Generalitat y ayuntamientos, aspecto este último que se encuentra presente en otras políticas como las derivadas de la Ley de Barrios.

#### 6.La renovación del planeamiento urbanístico: suelo, ciudad, vivienda y buen gobierno. (La gestión del suelo y la vivienda).
Importancia de que todos los municipios dispongan de planeamiento municipal adaptado a los cambios recientes. Un objetivo que se propone alcanzar mediante dos instrumentos: las ayudas a los municipios para su redacción y, la correspondiente redacción por parte de la Generalitat de Normas urbanísticas para los municipios sin planeamiento. También se presentan las nuevas herramientas de información geográfica y de manera específica aquellas telemáticas orientadas a la facilidad en la consulta y a la transparencia de los contenidos del planeamiento urbanístico.
Se presentan las Áreas Residenciales Estratégicas (AREs), que se impulsaron en el cambio del ciclo inmobiliario para garantizar el derecho a la vivienda y hacerlo compatible con los principios de compacidad física, complejidad funcional y cohesión social.

#### 7.De la conservación a la gestión del paisaje: la Ley del Paisaje.
Se debe considerar el paisaje de una manera moderna, histórica pero muy dinámica, extensiva al conjunto del territorio. Se presentan los instrumentos normativos y administrativos desarrollados y su estado actual de implementación, se hace especial incidencia en su articulación con el planeamiento territorial y urbanístico. También se expone uno de los principales mecanismos para la gestión: el fondo destinado a la subvención de actuaciones paisajísticas.

#### 8.Los retos de la rehabilitación urbana: la Ley de Barrios.
Se tratan las políticas de rehabilitación de barrios desarrolladas a partir del año 2004. Se presenta la necesidad de enfocar el problema desde una escala regional; se explica el funcionamiento para seleccionar los barrios a partir de un doble sistema de indicadores objetivos, y de las características de los proyectos; se destacan los tres mecanismos utilizados para fomentarla; se recogen los efectos directos e indirectos de los presupuestos ejecutados; la cooperación interadministrativa es de carácter vertical; se exponen de manera autocrítica las vicisitudes en la financiación y ejecución de los presupuestos asignados; se exponen los instrumentos y actuaciones desarrolladas; se muestran los dos mecanismos adoptados en pos de la transparencia y de la eficiencia de las inversiones realizadas; por último, recoge los primeros frutos de las evaluaciones y presenta las nuevas líneas de futuro.

#### 9.La gestión de la urbanización de baja densidad: la Ley de Urbanizaciones.
Se constata la localización (eminentemente en entornos donde las dinámicas de metropolinización se desarrollan con mayor intensidad), las características temporales y de legalidad y los déficits en los servicios urbanísticos básicos de las aproximadamente 1.850 urbanizaciones. Las carencias que se derivan respecto a las condiciones de vida de la población y la amenaza ambiental de muchas de estas urbanizaciones son el objeto, pues, del marco legal y de los instrumentos desarrollados por la Ley de urbanizaciones. Sin tener en consideración los efectos perniciosos para la colectividad y que se traducen en “un consumo exacerbado de suelo, en la exposición a riesgos naturales, en el consumo de agua y de energía, en la dependencia del vehículo privado, en la dificultad que genera a las finanzas municipales, en la segregación social generada y en los problemas de gobernanza”.
El análisis de la experiencia catalana muestra hasta qué punto la ordenación del territorio, puesta al servicio de proyectos transformadores, puede contribuir de manera relevante a mejorar la eficiencia social en el uso del espacio, evitar agresiones ambientales y potenciar una mayor equidad social y territorial. Posibilidad de extraer enseñanzas a futuro en el cual, en Cataluña y fuera de ella, las políticas territoriales han de constituir parte esencial de un amplio proyecto de transformación económica y social que tenga por objetivo la sostenibilidad ambiental, la democracia política y la equidad social.